# Kanovnické domy v Praze
Kanovnické domy v Praze jsou od středověku do současnosti zčásti dochované obytné domy na Hradčanském náměstí (zejména na jeho severní straně), v Loretánské a v Kanovnické ulici, obývané kanovníky, děkany i jinými preláty Metropolitní kapituly u sv. Víta v Praze či zaměstnanci katedrály sv. Víta (jako byli oltářníci, sakristani, penitenciáři nebo mansionáři). Středověké stavby byly většinou zcela zničeny při požáru Pražského hradu roku 1541. Další byly zabrány v době barokní pro stavbu paláců dvorské šlechty.

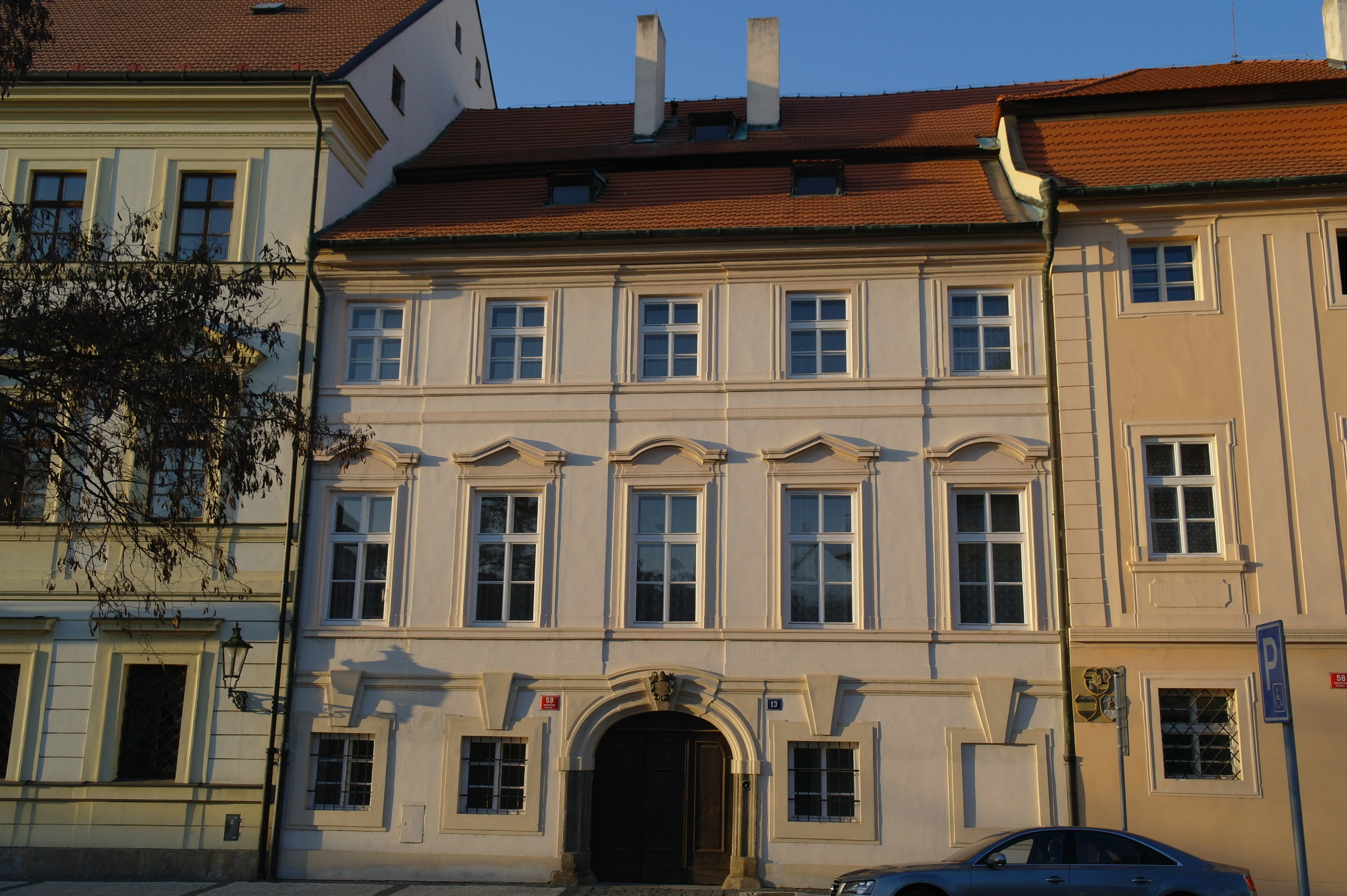
Kanovnický dům čp.59/IV

stojící nebo na starých základech přestavěné
- čp. 58/IV (Hradčanské nám. 14)
- čp. 59/IV (Hradčanské nám. 13), dům U černého orla, bydleli zde mj. Ondřej Kotlík a od roku 1909 František Brusák.
- čp. 60/IV (Hradčanské nám. 12), Kapitulní děkanství, tzv. Šternberský dům[1]
- čp. 61/IV (Hradčanské nám. 11),
- čp. 62/IV, (Hradčanské nám. 10), dům mansionářů, který od roku 1372 obýval Petr Parléř[2]; od roku 1862 zde bydlel Antonín Ludvík Frind[3]
- čp. 63/IV  (Hradčanské nám. 9), v letech 1840-1857 obýval Mikuláš Tomek a v letech  1889-1890 František Borgia Krásl.
- čp. 182e/IV Loretánská ulice

zbořené nebo zcela přestavěné
- čp. 66/IV Hradčanské nám., dům zvaný Dírka, bydleli zde mj. Ondřej z Brodu, Václav z Radče
- čp. 67/IV (nahrazen Martinickým palácem), bydleli zde mj. Beneš Krabice z Veitmile, Hanuš II. z Kolovrat
- čp. 68/IV (Hradčanské nám. 1), původně dva domy a,b; bydleli zde mj. kronikář Přibík Pulkava z Radenína[4] nebo Jiří Mucha
- čp. 69a/IV
- čp. 69b/IV bydlel zde mj. kanovník Mikuláš Holubec[5]